# Češko steklo
Češko steklo (češko české sklo),  imenovano tudi češki kristal, je steklo, ki ga proizvajajo na Češkem in v češki Šleziji. Steklo ima več stoletij dolgo zgodovino mednarodno priznane visoke kakovosti, izdelave, lepote in pogosto inovativnega oblikovanja. Ročno rezani, gravirani, pihani in poslikani okrasni stekleni izdelki, od kozarcev za šampanjec do ogromnih lestencev, okraskov, figuric in drugih steklenih predmetov, so med najbolj znanimi češkimi izvoznimi izdelki in izjemno priljubljeni kot turistični spominki. Češka je dom številnih steklarjev in steklarskih šol, ki jih obiskujejo domači in tuji študenti. 
Najstarejša arheološke najdbe, povezane s proizvodnjo stekla, so iz okoli leta 1250 in se nahajajo v Lužiških gorah severne Češke. Druga pomembna češka mesta s stoletno tradicijo proizvodnje stekla so Skalice (nemško Langenau), Jablonec nad Nisou, Železný Brod, Poděbrady, Karlovy Vary, Kamenický Šenov (nemško Steinschönau) in Nový Bor (nemško Haida). Nekatera od teh mest imajo lastne muzeje stekla s številnimi predmeti iz leta okoli 1600. Zlasti Jablonec nad Nisou je znan po izdelovanju steklene bižuterije. Njegovo dolgo zgodovino dokumentirajo velike zbirke v Muzeju stekla in nakita v Jabloncu nad Nisou. 
Med najbolj znanimi češkimi proizvajalci stekla so Moser, ki velja za najbolj luksuzno češko znamko, Rückl – iz njegovih kozarcev je pila na primer britanska kraljica Elizabeta II. – in Crystalex, ki je največji češki proizvajalec kozarcev z lastno blagovno znamko Bohemia Crystal.

## Kristal ali steklo
Opredelitev pojma kristala v primerjavi s steklom je odvisen od okolja. Izraz »kristal« v večini zahodnega sveta pomeni svinčevo steklo, ki vsebuje svinčev oksid. V Evropski uniji označevanje »kristalnih izdelkov« ureja Direktiva Sveta 69/493/EEC, ki opredeljuje štiri kategorije, odvisno od kemijske sestave in lastnosti stekla. »Svinčev kristal« se lahko imenujejo samo stekleni izdelki z vsaj 24 % svinčevega oksida. Stekleni izdelki z manj kot 24 % svinčevega oksida ali izdelki z drugimi kovinskimi oksidi, ki se uporabljajo namesto svinčevega oksida, morajo biti označeni kot »kristalin« ali »kristalno steklo«. V ZDA je  steklo opredeljeno kot »kristal«, če vsebuje vsaj 1 % svinca. Tako v EU kot na Češkem se izraz »kristal« pogosto uporablja za vsako izvrstno, visokokakovostno steklo. 
Svinec steklo zmehča in ga naredi primernejšega za brušenje in graviranje. Svinec poveča gostoto stekla in povzroči, da steklo bolj lomi svetlobo. Steklo lahko vsebuje do 40 % svinca, odvisno od želene trdote. Kristal z manj kot 24 % svinca in velikim deležem barijevega oksida ima zelo velik lomni količnik. Izraz »polkristal« se v steklarstvu uporablja za steklo z relativno nizko vsebnostjo svinca. 

## Zgodovina
Češka je postala znana po lepem in barvitem steklu v obdobju renesanse. Zgodovina češkega stekla se je začela z bogatimi naravnimi viri, potrebnimi za njegovo proizvodnjo. 
Češki steklarji so odkrili, da pepelika (kalijev karbonat) v kombinaciji s kredo (kalcijev karbonat) ustvari prozorno brezbarvno steklo, ki je stabilnejše od stekla iz Italije. Izraz češki kristal je bil prvič uporabljen v 16. stoletju, da bi se steklo, izdelano na Češkem, razlikovalo od stekla, proizvedenega drugje. To steklo ni vsebovalo svinca, kot se običajno domneva. Vir pepelike je bil lesni pepel, apnenca in  kremena pa je bilo obilo  v naravi. V 17. stoletju je Caspar Lehmann, brusilec draguljev cesarja Rudolfa II. v Pragi, steklu prilagodil tehniko brušenja draguljev z bakrenimi in bronastimi kolesi. V tem obdobju je Češka postala prevladujoča proizvajalka dekorativne steklene posode in lokalna proizvodnja stekla si je v visokem baročnem slogu med letoma 1685 in 1750 prislužila mednarodni ugled. 
Češki stekleni izdelki so postali tako prestižni kot nakit in bili zelo iskani med bogataši in aristokracijo tistega časa. Češke kristalne lestence je bilo mogoče najti v palačah francoskega kralja Ludvika XV., avstrijske cesarice Marije Terezije in Elizabete Ruske. 
Češka je izšolala izvrstne rokodelce, ki so umetelno obdelovali kristal. Češki kristal je postal znan po odličnem brušenju in graviranju. Izkušeni mojstri so postali učitelji steklarstva tudi v sosednjih in daljnih deželah. Sredi 19. stoletja se je razvil steklarski šolski sistem, ki je spodbujal tradicionalne in inovativne tehnike ter temeljito izboljšal tehnološko pripravo. 
V drugi polovici 19. stoletja se je Češka osredotočila na izvoz in množično proizvajala barvno steklo, ki so ga izvažali po vsem svetu.  Stekleni predmeti so bili izdelani v velikih količinah v velikih tovarnah in se pošiljali tudi po pošti po vsej Evropi in Ameriki. Mnogi med njimi so bili ceneni okrasni predmeti za popestritev običajnih domov. Češka posebnost je bilo tudi reverzno slikanje stekla; podoba je bila z različnimi tehnikami in materiali skrbno ročno naslikana na zadnjo stran stekla, slika pa je bila nato nameščena v poševen lesen okvir. 
Steklarska obrt je ostala na visoki ravni tudi v obdobju socializma, ker je veljala za ideološko neškodljivo in je pripomogla k ugledu države. Češki oblikovalci in proizvajalci stekla so uživali mednarodno priznanje in češki stekleni izdelki, vključno z umetniškimi deli, kot so skulpture, so bili prikazani in nagrajeni na številnih mednarodnih razstavah, predvsem na svetovni razstavi Expo 58 v Bruslju in na Expo 67 v Montréalu. 
Danes češki kristalni lestenci visijo na primer v milanski Scali, v rimskem Teatro dell'Opera, v palači Versailles, v Ermitažu v Sankt Peterburgu, palači Dolmabahče v Carigradu in od pred kratkim v kraljevi palači v Riadu. Mednarodno cenjeni ostajajo tudi različne vrste steklovine, umetniško steklo, okraski, figurice, bižuterija, perle in drugo. 
Eden od steklenih predmetov, po katerem so dobro znani češki steklarji, so raznobarvne preluknjane kroglice s premerom od 3 to 18 mm, ki se uporabljajo za izdelavo cenenega  nakita iz perl.